# Senato del Minnesota
Il Senato del Minnesota è la camera alta della Legislatura del Minnesota. Essa si riunisce, insieme alla Camera dei Rappresentanti, nel Campidoglio dello Stato del Minnesota. 
Prima del 1960, i senatori venivano divisi per contee, causando così una bassa rappresentanza di quelli nelle città. 
Fino al 1972 il vicegovernatore del Minnesota fungeva da presidente del Senato. Nel 1972 gli elettori approvarono un emendamento costituzionale che dava il potere al Senato di eleggere il proprio presidente tra i suoi membri effettivi a partire dal gennaio 1973. Di fatto, la leadership in Senato appartiene al leader della maggioranza.
I senatori rimangono in carica per quattro anni se sono stati eletti negli anni che finiscono col 2 e col 6 (ad esempio 2002, 2006), e per due anni se sono stati eletti negli anni che finiscono con lo 0 (ad esempio 1990, 2000). I distretti vengono ridisegnati dopo il censimento in tempo per le elezioni primarie e generali negli anni che terminano con il 2.